# Zhū Dā
Zhū Dā (朱耷T; 1626 circa – 1705 circa) è stato un pittore cinese (pittura inchiostro acquerellato) individualista di shuimohua ed un calligrafo, conosciuto anche sotto lo pseudonimo daoista di Bada Shanren (八大山人T, Bādà ShānrénP).
Era di nobile origini, discendente del principe Zhu Quan della dinastia Ming. Gli storici dell'arte lo hanno indicato come figura leader nella pittura del periodo. Si dice che fosse un bambino prodigio: durante l'infanzia ha iniziato a dipingere e scrivere poesie.
Nel 1644, Chongzhen si suicida e da nord l'esercito manciù attacca Pechino, il giovane cerca rifugio in un Vihara (विहार, vihāra, monastero Buddhista). Dato il cambio di potere politico, la sua posizione nella società diviene critica, visto che era un principe Ming.
Col passare degli anni il potere della dinastia Qing diventa più stabile e diminuisce anche la possibilità di ribellioni ad opera dei fedeli Ming. Dato questo panorama sereno, Zhū Dā lascia il monastero (dopo 40 anni) rientra in società e inizia la carriera di pittore professionista, adotta una serie di pseudonimi descrittivi, in particolare Bada Shanren il quale è il più conosciuto.
Si finse, per non addivenire a patti coi Mancesi, infermo di mente, urlando e facendo strani suoni mentre dipingeva. La scrittura verticale stilizzata del suo pseudonimo Bada Shanren  (八大山人) sembrano i caratteri ridere (笑) e piangere (哭): questo miscuglio di sentimenti sembra associarlo alle sorti del suo paese e della casa. Tra i suoi generi preferiti si ricordano i paesaggi montani, oltre ai dipinti di uccelli e fiori.
Nei suoi dipinti ci sono pennellate taglienti che sono spiegate dal modo di tenere il pennello di lato. La vigorosità, talvolta la violenza, del tratto s'evince dai disegni di rocce scoscese e quasi umanizzate, come lo sono i rami, somiglianti ad arti umani in movimento. Gli uccelli sprigionano una forza inaudita ed impressionante.
Nel 1930, il pittore Zhang Daqian aveva prodotto diverse opere false di Bada Shanren ma facilmente riconoscibili da un occhio esperto, perché le copie moderne erano molto più morbide e rotonde. Fred Fangyu Wang, uno studente dell'Università di Yale è stato il maggiore collezionista dei dipinti di Bada Shanren dal 1960 fino alla sua morte nel 1997. 
Tra le opere più significative, si annoverano Un cormorano su uno stelo di loto e i Due corvi.

## Curiosità
- A Zhū Dā è stato intitolato il cratere Chu Ta, sulla superficie di Mercurio.